# 谢尔盖·胡佳科夫
谢尔盖·亚历山德罗维奇·胡佳科夫（俄语：Серге́й Алекса́ндрович Худяко́в，1901年12月25日（1902年1月7日）—1950年4月18日）亚美尼亚人，是苏联空军军官，空军元帅。

## 生平
1902年，出生于大塔格拉尔村。1917年，参加赤卫军。1918年，参加红军。1924年，入党。1928年，任骑兵团参谋长。1936年，任航空兵旅司令部作战科科长。1937年，任空军司令部作战处处长。1938年，任空军后勤部长。1940年，任白俄罗斯特别军区空军参谋长。
1942年，任西方面军空军司令，5月任苏军空军参谋长，6月任空军第1集团军司令。1943年，任苏军空军副司令兼参谋长。1944年，晋升空军元帅。1945年，以叛国罪逮捕入狱。1950年，死刑，家属流放西伯利亚。1956年，平反。